# Girolamo Turano
Girolamo Turano, detto anche Mimmo (Alcamo, 17 ottobre 1965), è un politico italiano, assessore all'istruzione e alla formazione professionale della Regione Siciliana nella Giunta Schifani, a partire dal 15 novembre 2022.
È stato assessore regionale agli enti locali ed alle politiche sociali dal 2000 al 2001 e alle attività produttive dal 2017 al 2022. Ha anche ricoperto il ruolo di Presidente della Provincia di Trapani dal 2008 al 2012.

## Biografia
Girolamo Turano è laureato in giurisprudenza all'Università degli Studi di Palermo. È Procuratore legale, abilitato all'esercizio della professione ed iscritto all'albo dei procuratori legali della provincia di Trapani.

### Attività politica
Dal giugno del 1996 Mimmo Turano è stato deputato all'Assemblea Regionale Siciliana (rieletto nel 2001 e nel 2006) per il CDU e l'UDC ed ha ricoperto nel corso delle tre legislature diverse cariche: è stato Membro del Consiglio di Presidenza dell'Assemblea Regionale Siciliana con funzione di Deputato Segretario (1996-2000), Membro del Consiglio di amministrazione della Fondazione Federico II (1997-2000 e 2001- 2006), Assessore regionale agli Enti Locali e alle politiche Sociali (2000-2001), Deputato Questore (2001-2006), Presidente della Terza Commissione legislativa Attività produttive (2006-2008).. È stato anche Presidente dell'Associazione parlamentare di amicizia Sicilia-Tunisia.
Non rieletto alle regionali del 2008, nel giugno dello stesso anno è stato eletto presidente della Provincia di Trapani guidando una coalizione di centro-destra, composta da UDC, PdL, MpA e dalla lista civica "Fratelli d'Italia". È stato Segretario provinciale dell'UDC di Trapani.
Il 30 agosto 2012 si dimette da presidente della Provincia per concorrere alle elezioni regionali siciliane d'autunno. Il 28 ottobre 2012 è rieletto, per la quarta volta, deputato regionale all'Assemblea regionale siciliana nella lista dell'UDC nel collegio di Trapani.
Nel settembre 2014 diventa capogruppo dell'Udc all'ARS in sostituzione del collega Calogero Firetto, fino al novembre 2016, quando lascia l'UDC per seguire il neo movimento dell'ex ministro Giampiero D'Alia "Centristi per la Sicilia", ma nel marzo 2017 torna nell'UDC. 
In luglio 2017 è nominato vicecommissario dell'UDC in Sicilia.
Nel novembre del 2017 viene rieletto deputato all'Ars, e il 29 novembre è nominato dal presidente della Regione Nello Musumeci come assessore regionale alle attività produttive.
Nel 2022 lascia l'UDC e aderisce alla Lega con cui è candidato, rieletto con 7.125 preferenze, alle elezioni regionali siciliane del 25 settembre. Il 15 novembre 2022 è chiamato dal presidente Renato Schifani a rivestire la carica di assessore regionale all'istruzione e alla formazione professionale.
Alle elezioni europee del 2024 è candidato tra le file della Lega in ultima posizione nella circoscrizione insulare.
Con oltre 18.000 preferenze si piazza terzo, ma non è eletto.